# Інспектор-роззява
«Інспектор-роззява» (фр. Inspecteur la Bavure, англ. Inspector Blunder) — французька комедія. Фільм 1980 року режисера Клода Зіді.

## Сюжет
Комедія з оригінальним сюжетом про невиправного тюхтія, якого взяли в поліцію за давні заслуги його батька-поліцейського. Однак Мішель (Колюш) зовсім не пристосований до складної та небезпечної служби. Запеклий рецидивіст Морзіні (Жерар Депардьє), входить в довіру до інспектора-роззяви аби вийти на слід експресивної журналістки (Домінік Лаванан) і помститися їй. Через свою довірливість, Мішель допомагає злочинцю-рецидивісту викрасти журналістку. Але він усвідомлює, що зробив і всіма силами намагається врятувати дівчину, яка потрапила в біду через нього, виявляє генетичну відвагу і визволяє заручницю з лап Морзіні.

## У ролях
- Колюш — Мішель Клеман
- Жерар Депардьє — Роже Морзіні
- Домінік Лаванан — Марі-Анн Просан
- Жульєн Гійомар — Вермійо
- Алан Мотте — Дюмез
- Франсуа Перро, Клементе Гарарі, Жан Бушо та ін.

Прізвище героя Депардьє — Морзіні — Клод Зіді використав пізніше у фільмі «Відчиніть, поліція 3». Там це прізвище рецидивіста Жана Морзіні, під документами якого один із головних героїв переховується від китайської мафії.